# Белату-Кадрос
Белату-Кадрос је у келтској митологији био бог рата, поштован у северној Британији.

## Етимологија
Име овог бога потиче из пра-келтика али значење није са сигурношћу утврђено, већ постоји неколико теорија:
- од речи  што значи сјај и тада се тумачи као онај који блиста, али и праведни кољач
- од речи  што значи смрт и речи kadro са занчењем декорисан, тако да известан број етимолога тумачи његово име као декорисана смрт.

## Паралеле
У келтској митологији, божанства слична Белату-Кадросу су Беленус и Керунос, а у римском периоду је идентификован са Марсом.

## Култ
Култ Белату-Кадроса је био распрострањен у северној Британији, нарочито у области Камберленда и Вестморанда и Велсу.
Поштован је као бог рада и уништења непријатеља. Поред Брита, поштовали су га у нижи редови римске војске.
Због многих верзија његовог имена, научници верују да је његов култ био распрострањен махом у нижим, неписменим или слабо писменим слојевима.

## Историјски остаци

### Светилишта
Олтари подизани у славу Белату-Кадроса су обично били мали, једноставни и скромни, те ниског квалитета, са различитим изговорима његовог имена, што је још једна потврда да је махом био поштован у нижим слојевима.

### Записи
О овом божанству је за сада нађено око 28 записа, а сви у близини Хардијановог зида.
У чак пет записа, Белату-Кадрос је идентификован са Марсом.